# Acolasis sulima
Coenipeta sulima là một loài bướm đêm trong họ Erebidae.